# Покахонтас (Вирџинија)
Покахонтас (енгл. Pocahontas) град је у америчкој савезној држави Вирџинија. По попису становништва из 2010. у њему је живело 389 становника.

## Демографија
Према попису становништва из 2010. у граду је живело 389 становника, што је 52 (11,8%) становника мање него 2000. године.
| Група             | 2000.       | 2010.       |
| Белци             | 422 (95,7%) | 357 (91,8%) |
| Афроамериканци    | 9 (2,0%)    | 15 (3,9%)   |
| Азијати           | 0 (0,0%)    | 0 (0,0%)    |
| Хиспаноамериканци | 8 (1,8%)    | 4 (1,0%)    |
| Укупно            | 441         | 389         |